# Edwin Haselbach
Edwin Jakob Haselbach-Lutz (* 10. September 1940 in Zürich; † 12. April 2014) war ein Schweizer Chemiker.
Edwin Haselbach wurde 1967 an der ETH Zürich mit der Arbeit Untersuchungen über die Konformation des Benzalanilins und ortho-substituierter Azobenzolderivate sowie über die Struktur des trans-Azonium-Kations bei Edgar Heilbronner zum Dr. sc. nat. promoviert. Er wurde 1980 als Professor für physikalische Chemie an die Schweizer Universität Freiburg berufen und war von 1980 bis zu seiner Emeritierung Direktor des Instituts für Physikalische Chemie. 1985/86 war er Dekan der Mathematisch-Naturwissenschaftlichen Fakultät.
Er war Ehrenmitglied der AKV Alemannia.